# Dicranomyia mesosternatoides
Dicranomyia mesosternatoides là một loài ruồi trong họ Limoniidae. Chúng phân bố ở miền Cổ bắc.